# مدرسه تعلیم و تربیت انطاکیه
مدرسه تعلیم و تربیت انطاکیه (انگلیسی: Catechetical School of Antioch) یکی از دو مرکز اصلی مطالعه تفسیر کتاب مقدس و الهیات در اواخر دوران باستان متأخر بود. دیگری مدرسه تعلیم و تربیت اسکندریه بود.